# Тюргейм, Франц Людвиг фон
Граф Франц Людфиг фон Тюргейм (нем. Franz Ludwig von Thürheim; 27 июня 1710 — 10 июня 1782, Вена) — австрийский (священно-римский) фельдмаршал (1778).

## Биография
Родился в 1710 году, сын фельдмаршала графа Франца Себастьяна фон Тюргейма (1665—1726). В 1731 году вступил в австрийскую армию. В ходе Русско-австро-турецкой войне 1735—39 годов участвовал в боевых действиях в составе 59-го пехотного полка (битва при Корнии, взятие Мехадии). 
Во время Войны за австрийское наследство сражался на Рейне, в Богемии и Баварии, причём был ранен в сражении при Чеслау 17 мая 1742 года и был повышен в чине за отличие в стычке под Браунау.
С 1751 по 1752 год служил комендантом крепости Темешвара. В 1752 году был произведён в фельдмаршал-лейтенанты (генерал-лейтенанты), а в следующем 1753 году был назначен директором только что основанной Терезианской военной академии в Винер-Нойштадте.
В 1757 году Тюргейм был повышен до фельдцейхмейстера (полного генерала). К тому времени он также являлся шефом 25-го пехотного полка.
Когда в ходе Семилетней войны прусская крепость Швейдниц попала в руки австрийцев после капитуляции прусского гарнизона под командованием Филиппа Лота фон Зеерса (12 ноября 1757 года) граф Тюргейм был назначен командиром 8 000 австрийского гарнизона, занявшего Швейдниц. Он смог до некоторой степени подготовить крепость к обороне, однако, после месячной осады Швейдниц вновь был взят пруссаками, а генерал Тюрггейм с 5 000 солдат и офицером (оставшимися от восьми тысяч, которые имелись у него в начале осады) попал в прусский плен. После этого граф Тюргейм оставался в заключении в крепости в Магдебурге вплоть до 1762 года. 
После окончания войны был освобождён из плена, и уже в следующем 1763 году назначен комендантом крепости Люксембурга. В 1773 году получил почётную должность-синекуру в австрийской дворцовой гвардии, а в 1778 году был произведён в фельдмаршалы (со старшинством от 1766 года). 
Фельдмаршал Тюргейм скончался в 1782 году в Вене бездетным и холостым.